# Julie Ngungwa
Julie Ngungwa est née le 27 septembre 1984. Elle est une personnalité politique congolaise élue gouverneure de la province du Tanganyika le 6 mai 2022 ,
Elle a été élue le vendredi 6 mai 2022 par les députés provinciaux de la province du Tanganyika, nouvelle gouverneure de cette entité située à l’Est de la République Démocratique du Congo. Elle est originaire de la chefferie de Mambwe, Territoire de Kongolo, dans la province du Tanganyika.